# Дюплесси, Матиас
Матиас Дюплесси (фр. Mathias Duplessy; род. в 1972 году) — французский композитор и мультиинструменталист. Работает в джазовой, классической, этнической музыке. Автор музыки к более чем сорока кинофильмам.

## Биография
Матиас Дюплесси впервые выступил на концертной сцене в возрасте 18 лет. Он аккомпанировал в качестве гитариста известным эстрадным певцам. С течением времени он освоил тувинское горловое пение и моринхур (в настоящее время играет на более чем сорока инструментах, включая экзотические восточные и старинные европейские). Среди музыкальных проектов Дюплесси: «Duplessy & les 3 violons du Monde» (в этом музыкальном проекте были задействованы три крупнейшие исполнителя на национальных смычковых инструментах из Индии, Китая и Монголии, а также сам Матиас Дюплесси: проект с успехом гастролировал на протяжении пяти лет с 2009 года) и «The Jazz Theatre at Windmills Craftworks» (в составе Тrio Duplessy), сотрудничество с исполнителем на китайском смычковом инструменте эрху Гоу Ганом (果敢), индийским исполнителем на саранги Сабир Ханом, монгольским мастером горлового пения и исполнителем на моринхуре Naranbaatar Purevdorj и многими другими музыкантами, играющими на восточных инструментах. Матиас Дюплесси записал два альбома со своей женой певицей Sophia Charai.
Постоянный участник джазового этнического Тrio Duplessy, в которое входят Mukhtiyar Ali (вокал, национальные клавишные инструменты) и Bastien Charlery (аккордеон). Создатель Mathias Duplessy Trio, наиболее удачной записью которого был диск 2009 года «L’Hermite Voyageur».

## Музыка к фильмам
Матиас Дюплесси с юности испытывал интерес к кино. В 1998 году сыграл роль в короткометражном фильме «Tatoo». Он неоднократно выступал в качестве композитора в музыкальных клипах, короткометражных и полнометражных фильмах. В своей музыке к кинофильмам использует элементы этнической музыки. Привычный набор инструментов включает акустическую гитару, струнные, флейту и вокал. Активно сотрудничает в качестве композитора с молодыми индийскими режиссёрами, кинематографистами Франции, Марокко и России. Наибольший успех выпал на саундтрек к фильму «В поисках Фэнни». Сочинил аудиотрек к мультипликационному фильму «Мук».

## Классическая и популярная музыка
Матиас Дюплесси выделяет среди композиторов, особенно повлиявших на его творчество, Мориса Равеля и Игоря Стравинского. Он регулярно сочиняет пьесы для гитары и камерного ансамбля. Среди музыкантов, с которыми постоянно сотрудничает Матиас Дюплесси, гитарист Жереми Жув, выпустивший в 2015 году альбом «Cavalcada», состоящий из сочинений Матиаса Дюплесси. Пьесы, вошедшие в альбом навеяны воспоминаниями о путешествиях композитора в Испанию и Монголию. Продолжает сотрудничество с известными эстрадными певцами и ансамблями.
О своём музыкальном творчестве Дюплесси говорит:

«Я сочиняю музыку, так как она близка суфийским представлениям об абсолютной любви. Я не думаю о бизнесе. Я сочиняю музыку от сердца. Человеческие отношения и общение являются наиболее важными для меня».

## Фильмография (полный метр)
- Дикая жизнь (Седрик Кан)[9]. 2014. Фильм удостоен 1 награды и 24 номинаций на международных кинофестивалях.
- В поисках Фэнни (Homi Adajania). 2014. Фильм удостоен 2 наград и 24 номинаций на международных кинофестивалях.
- L’Oranais (Lyes Salem). 2014.
- Delhi in a Day (Prashant Nair). 2011.
- Peepli live (Anusha Rizvi). 2010.
- Mascarade (Lyes Salem). 2009.
- Bombay Summer (Joseph Mathew). 2009.
- A fakir in Venice (Anand Sarapur). 2009.
- Wake up Marroco (Narjiss Najar). 2008.
- Ze film (Guy Jacques). 2007.
- Mona Saber (A. Laraki). 2002.

## Анимационные ТВ сериалы
- «Мук»[10], сезон 1, 62 серии по 11 минут. Режиссёр François Narboux, Millimages для France 5 и Disney Junior (2011).
- «Мук» сезон 2, 42 серии по 11 минут. Режиссёр François Narboux. Millimages для France 5 (2014).
- «Эмили», 52 серии 3 минуты. Режиссёр Sandra Derval. Studiolito и Blue Spirit Animation (2012).
- «Пиратка и Капитан», сезон 1, 52 серии по 11 минут. Режиссёр François Narboux, Millimages/Aliante (2016)

## Телевизионные и документальные фильмы
- 2013 : Juifs et Musulmans Si loin, si proches (Karim Miské). Arte.
- 2011 : La Brigade (C.Allegra). Ciné TV.
- 2011 : Rajasthan, L'âme d’un Prophête (Benoit Ségur). Gédeon.
- 2010 : Amyu, l’Armée des hommes guêpes (Jérome Reynaud). Zed Prod.
- 2010 : Peuple et croyances de Sibérie (Jean Afanassief). MC4.
- 2010 : Et vogue la Volga (Marc Mopty). Bo travail.
- 2009 : Outyos, des tigres et des hommes (Jean Afanassiev). MC4.
- 2009 : Les Damnés (Jean-Paul Mari). Mano à Mano /France 2.
- 2009 : À qui appartient l’Irak (Marc Berdugo). Magnétopresse/Arte.
- 2008 : Game Reserve (Daniel Serre). MC4.
- 2008 : Les griffes du Ranthambore (Daniel Serre). MC4.
- 2008 : Costa Rica, un succès durable? (Sandrine Dumes). Strawberry films.
- 2008 : Allez Plus Haut (Jeanne Mascolo). Ciné TV.
- 2007 : Edgar Morin, un penseur Planétaire (Jeanne Masolo). Ciné TV.
- 2007 : Les Expés d’Arte, сериал из 12 фильмов. Gédeon.
- 2007 : Un nouvel El dorade (Thierry Piantanida). Gédeon.
- 2007 : Un monde en sursis (Thierry Piantanida). Gédeon.
- 2007 : Amazonie du Soja (M. Dubroca).
- 2006 : Effet de Serre (J. Mascolo).
- 2006 : Mercure, Mensonges et vérités (D. Serre). Strawberryfilms.
- 2004 : Brigade Nature. Strawberry films.
- 1996 : Art et consommation (P. Simon).
- 1996 : Bernard Piffareti (P. Simon).
- 1996 : Les salons de peintures de D. Diderot (P. Simon).